# Саха (телерадиокомпания)
Государственная телевизионная и радиовещательная компания «Саха» — филиал ФГУП «Всероссийская государственная телевизионная и радиовещательная компания» в Республике Саха (Якутия). 
Создана в процессе разделения Саха-Якутской телерадиовещательной компании на федеральную (ГТРК Саха) и региональную (НВК Саха) компании.

## «Вести-Саха»
Основной продукт компании — информационная программа «Вести-Саха» — совместное творение ГТРК «Саха» и ВГТРК. В эфире на телеканале «Россия-1» с шести утра и до полдесятого вечера. Выпуски выходят на русском и якутском языках.[значимость факта?]

## «Вести-Дальний Восток»
С 20 июня 2008 года ГТРК «Саха» участвует в создании региональной информационной программы «Вести-Дальний Восток», трансляция которой осуществляется на все субъекты, входящие в состав Дальневосточного федерального округа. Программа выходит при поддержке ВГТРК и полпредства в эфире телеканала «Россия-1».[значимость факта?]

## Награды
В 2008 году коллектив ГТРК «Саха» стал победителем Всероссийского конкурса «Россия многонациональная» в номинации «Авторский коллектив». Победа в конкурсе — показатель профессионализма сотрудников телерадиокомпании, в которой на сегодняшний день трудятся 45 человек. В 2010 году стал победителем Всероссийского телевизионного форума «ТЭФИ-Регион», в номинации ежедневная информационная программа для столиц субъектов РФ.[значимость факта?]

## Теле- и радиоканалы ГТРК «Саха»
- Телеканал Россия-1 Саха (1 мультиплекс, ранее - 2-й канал)
- Телеканал Россия-24 Саха (1 мультиплекс, ранее 12-й канал)
- Радиоканал «Радио России Саха» (104,9 FM)